# Редрут

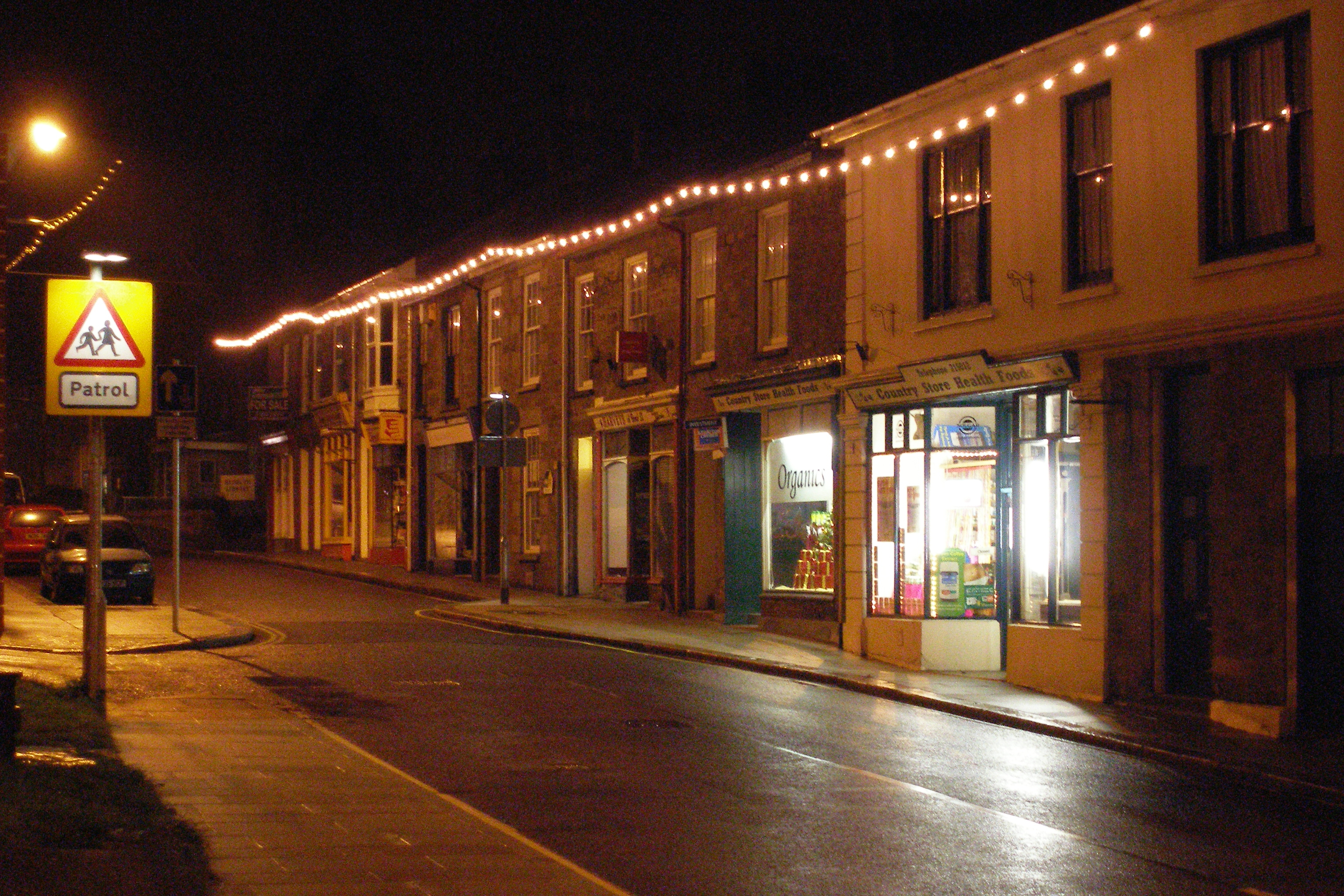
Бонд-стрит, Редрут

Редру́т (англ. Redruth, корн. Rysrudh) — город и община на крайнем юго-западе Великобритании, в Корнуолле.

## География
Редрут расположен на крайней оконечности полуострова Корнуолл, в 8 километрах к северо-западу от Фалмута и в 13 километрах западнее Труро.

## История
Вплоть до XVIII века Редрут представлял собой небольшое поселение с воскресным рынком. Ещё в Средневековье здесь, в окрестных оловянных рудниках были обнаружены значительные запасы медной руды, ранее рассматривавшейся как побочный продукт, однако стоимость которой в связи с индустриализацией Англии резко возросла. Промышленность использовала значительное количество бронзы и латуни, для изготовления которых требовалась медь в том числе и из района Редрут. Поселение динамично развивалось, превратившись в город со значительным населением, став одним из крупнейших и богатейших горняцких центров Великобритании. В конце XIX столетия Редрут становится также значительным торговым центром. В то же время Великобритания начинает основное количество необходимой для промышленного производства меди закупать за рубежом, что привело в конце концов к разорению местной горнодобывающей индустрии. Многие горняки с семьями в XX столетии эмигрировали в Америку, Австралию и Южную Африку. Последняя меднорудное предприятие Корнуолла, шахта South Crofty, была закрыта в марте 1998 года.

## Знаменитые горожане
- Уильям Мёрдок (1754—1839), британский изобретатель и инженер
- Мик Флитвуд (род. 1947), британский и американский музыкант
- Кристин Скотт Томас (род. 1960), британская актриса
- Ричард Дэвид Джеймс (Aphex Twin) (род. 1971) — британский композитор и DJ